# Жаров, Сергей Петрович
Серге́й Петро́вич Жа́ров (1912—1999) — майор Советской Армии, участник Великой Отечественной войны, Герой Советского Союза (1944).

## Биография
Родился 8 сентября 1912 года в Москве. В детстве с семьёй переехал в Коломну, где окончил семь классов школы и школу фабрично-заводского ученичества, после чего работал литейщиком на Коломенском паровозостроительном заводе, а позднее — каменщиком на стройках в Тульской области и в Центральном архивном управлении Москвы. В 1934—1936 годах проходил службу в Рабоче-крестьянской Красной Армии. 
После демобилизации работал водителем кондитерской фабрики «Рот-Фронт». 
В 1939 году окончил трёхмесячные курсы среднего начальствующего состава, получил офицерское звание. В мае 1941 года Жаров повторно был призван в армию. С июня того же года — на фронтах Великой Отечественной войны. Принимал участие в боях на Центральном, Брянском, Западном, Юго-Западном, Сталинградском, Воронежском, Степном, 2-м Украинском фронтах. За время войны пять раз был ранен. Участвовал в Смоленском сражении, боях на Северском Донце, в Ростовской области, боях за Харьков, Курской битве. К сентябрю 1943 года гвардии старший лейтенант Сергей Жаров командовал ротой противотанковых ружей 3-го стрелкового батальона 182-го гвардейского стрелкового полка 62-й гвардейской стрелковой дивизии 37-й армии Степного фронта. Отличился во время битвы за Днепр.
28 сентября 1943 года со своей ротой переправился через Днепр к северу от села Мишурин Рог Верхнеднепровского района Днепропетровской области Украинской ССР и захватил плацдарм на его западном берегу. Рота под его командованием успешно отразила несколько вражеских контратак, а затем активно участвовала в боях за расширение плацдарма. В бою получил ранение, но продолжал сражаться.
Указом Президиума Верховного Совета СССР «О присвоении звания Героя Советского Союза офицерскому, сержантскому и рядовому составу Красной Армии» от 22 февраля 1944 года за «образцовое выполнение боевых заданий командования при форсировании реки Днепр, развитие боевых успехов на правом берегу реки и проявленные при этом отвагу и геройство» был удостоен высокого звания Героя Советского Союза с вручением ордена Ленина и медали «Золотая Звезда» за номером 3532.
В дальнейшем участвовал в Корсунь-Шевченковской операции. В мае 1944 года был направлен на командные курсы «Выстрел», которые окончил в январе 1945 года, после чего продолжал служить в советских войсках на территории Польши и Германии, а с сентября 1946 года — в Москве. В январе 1961 года был уволен в запас в звании майора. 
Проживал в Москве, работал начальником Измайловского участка инкассации Московского городского комитета Госбанка СССР.
Скончался 9 декабря 1999 года, похоронен на Николо-Архангельском кладбище Москвы.
Награды
Был также награждён орденами Отечественной войны 1-й степени и Красной Звезды, рядом медалей.